# Jack Tar

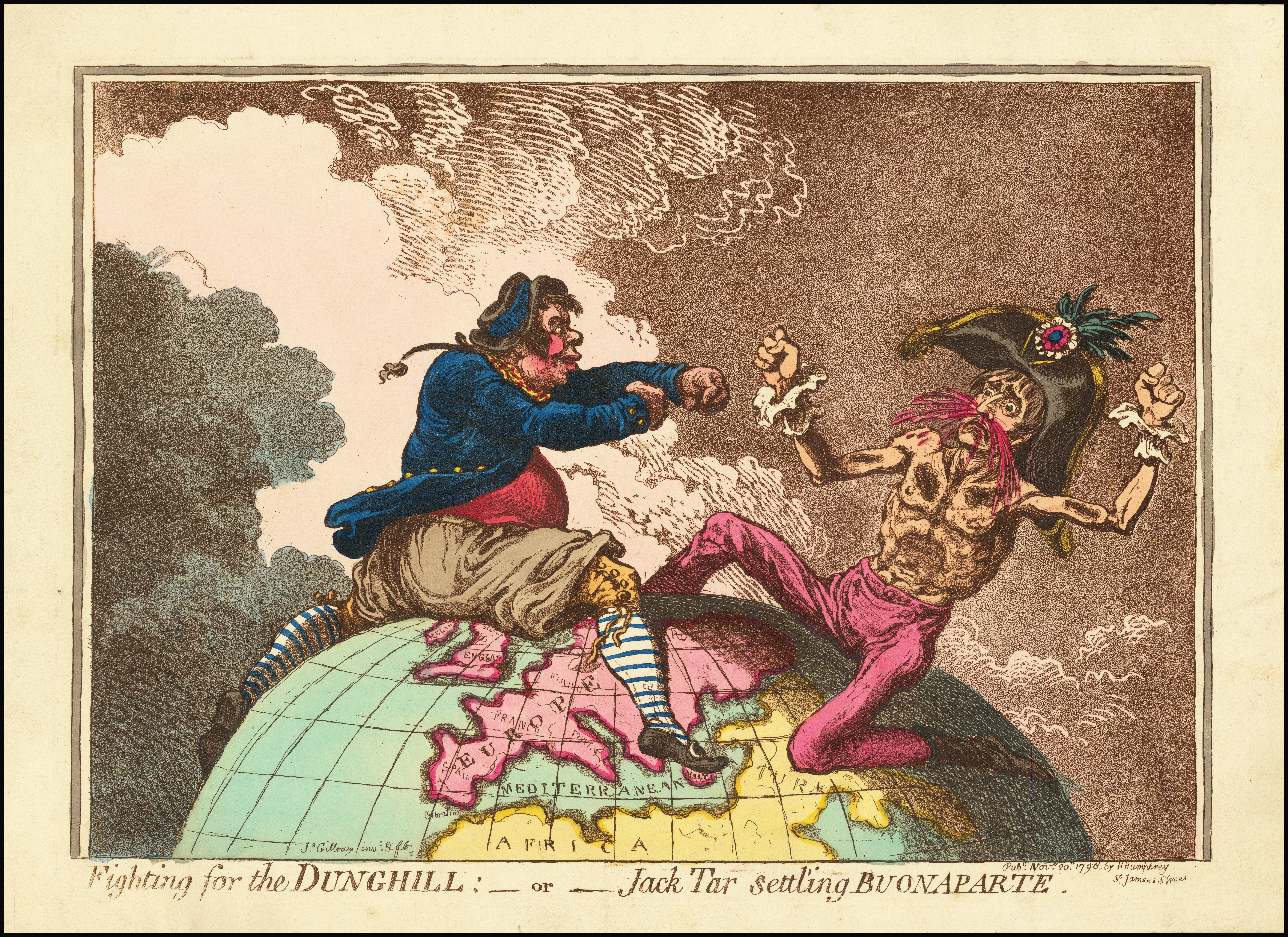
„Jack Tar macht Buonaparte fertig“, Karikatur von James Gillray (1798)

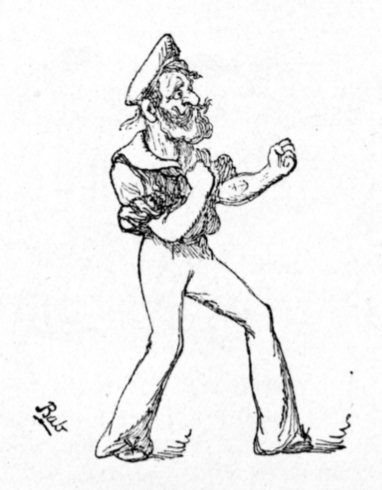
Zeichnung eines „Britischen Tar“, von William Schwenck Gilbert

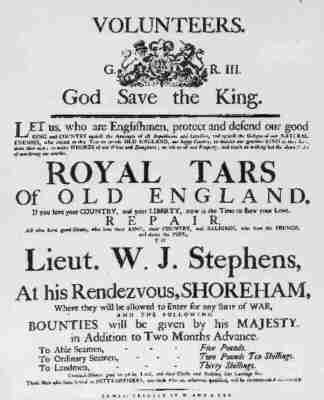
Ein Rekrutierungsposter wirbt für die „Royal Tars“, um 1800

Jack Tar (auch: Jacktar, Jack-tar oder Tar) ist eine im Englischen geläufige Bezeichnung für die Matrosen der britischen Handelsmarine sowie der Royal Navy während der Zeit des Britischen Weltreichs. Für die Marine anderer englischsprachiger Länder, gerade der US Navy, wurde der Name später ebenfalls verwendet.

## Etymologie und Verwendung
Die Etymologie von Jack Tar ist unter Historikern umstritten. „Jack“ ist ein kurzer und gängiger englischer Vorname, der für die breite Masse stehen soll, aber möglicherweise erst später hinzugefügt wurde. Zur Wahl des Nachnamens „Tar“ („tar“ englisch für Teerpech) existieren verschiedene Herleitungen: Pech diente zum Kalfatern von Holzschiffen, wie sie zur Entstehungszeit der Bezeichnung verwendet wurden; Schiffsbauer und Matrosen ließen sich leicht durch das stark anhaftende Arbeitsmaterial erkennen. Eine dünne Beschichtung mit Pech war aber auch eine der Methoden, um Seemannskleidung wasserfest zu machen; im späten 19. Jahrhundert setzte sich stattdessen das immer weiter verbesserte Ölzeug durch. Bis heute ist das englische Wort für „Abdeckplane“ tarpaulin. Dass Matrosen in Ermangelung von Haarpflegeprodukten auf See ihre langen Haare mit Pech fixierten, ist nirgends zeitgenössisch belegt, wird aber verschiedentlich ebenfalls als Herkunft des Slangwortes angegeben.
Im späten 19. und frühen 20. Jahrhundert gab es eine unter anderem durch Übersetzungen entstandene Eindeutschung des Jack Tar als Teerjacke, was auf einer Volksetymologie beruhte. Zugleich wiesen deutsche Fachwörterbücher für Seefahrt dieses Wort als „unseemännisch“ zurück: „Teerjacken gibt es nicht“.
Beim britischen Jack Tar handelte es sich um eine allegorische Typenkarikatur, welche sowohl den Allerwelts-Matrosen wie auch die Marine als Gesamtinstitution repräsentierte. Vom Verwendungsschema her ist die Bezeichnung vergleichbar mit dem deutschen „Hein Janmaat“. Der Name wurde, trotz des schmutzigen Anklangs, nicht herabwertend verstanden, sondern von Seeleuten eher mit Stolz getragen, da auf der britischen Marine die Vormachtstellung des Empires beruhte. Zugleich bediente Jack Tar gängige Klischees für Seeleute, etwa des angetrunkenen Frauenhelden auf Landgang.

## Kulturelle Verwendungsgeschichte
Der spätere US-Präsident John Adams, der 1770 die wegen des Boston-Massakers angeklagten britischen Soldaten verteidigte, nannte die amerikanischen Unruhestifter in seinem Plädoyer a motley rabble of saucy boys […] and outlandish jack tarrs (einen buntscheckigen Haufen aus frechen Jungs […] und ausländischen Matrosen).
Jack Tar taucht in zahlreichen Stellen in der englischen Musikkultur auf. Go to Sea Once More ist ein überliefertes, aber nicht genauer datierbares Volkslied, welches alternativ einen Jack Tarr, Jack Sprat oder Jack Wrack besingt, der in Liverpool seinen Besitz an eine Hure verliert und darum gezwungen ist, entgegen seinem Schwur doch wieder auf einem Schiff anzuheuern. Jack the Jolly Tar ist ein weiteres oft vertontes Volkslied, das sich aber nur bis in die 1950er zurückverfolgen lässt. John Philip Sousa schrieb 1903 den Jack Tar March.
„Tar“ als generelles Synonym für Seeleute wird unter anderem 1878 in der komischen Oper H.M.S. Pinafore verwendet. Heart of Oak, das offizielle Marschlied der Royal Navy, nennt die „Jolly Tars“ im Refrain direkt nach den Schiffen aus Eichenholz als zentrales Element der Marine. 1906 baute George M. Cohan einen Hochruf auf den „Yankee tar“ in You’re a Grand Old Flag ein. Ab 1908 wurde der Music-Hall-Song Ship Ahoy! (All the Nice Girls Love a Sailor) durch Hetty King populär gemacht.
Jack Tar ist ein britischer Stummfilm von 1915 mit Jack Tessier in der Hauptrolle, die Stummfilm-Komödie Two Tars (1928) von Laurel und Hardy beschreibt die Abenteuer zweier Matrosen auf Landgang.
Die amerikanische Hotelkette „Jack Tar Hotels“ bestand von 1940 bis 1997 und hatte ihre Liegenschaften oft in Küstennähe.
Der deutsche Schriftsteller Fritz Brustat-Naval schrieb unter den Pseudonymen Frederik Naval und Jack Tar.